# Internazionali d'Italia 2006 - Qualificazioni singolare femminile
Le qualificazioni del singolare femminile degli Internazionali d'Italia 2006 sono state un torneo di tennis preliminare per accedere alla fase finale della manifestazione. I vincitori dell'ultimo turno sono entrati di diritto nel tabellone principale. In caso di ritiro di uno o più giocatori aventi diritto a questi sono subentrati i lucky loser, ossia i giocatori che hanno perso nell'ultimo turno ma che avevano una classifica più alta rispetto agli altri partecipanti che avevano comunque perso nel turno finale.
Le qualificazioni del torneoInternazionali BNL d'Italia  2006 prevedevano 32 partecipanti di cui 8 sono entrati nel tabellone principale.

## Teste di serie
1. Julia Schruff (primo turno)
2. Assente
3. María Antonia Sánchez Lorenzo (ultimo turno)
4. Maret Ani (ultimo turno)
5. Akiko Morigami (Qualificata)
6. Mariana Díaz Oliva (primo turno)
7. Ekaterina Byčkova (ultimo turno)
8. Mashona Washington (primo turno)

1. Laura Pous Tió (Qualificata)
2. Viktoryja Azaranka (primo turno)
3. Kateryna Bondarenko (primo turno)
4. Zuzana Ondrášková (Qualificata)
5. Kristina Brandi (Qualificata)
6. Emmanuelle Gagliardi (ultimo turno)
7. Sun Tiantian (ultimo turno)
8. Meilen Tu (primo turno)

## Qualificati
1. Sara Errani
2. Laura Pous Tió
3. Viktoryja Azaranka
4. Kateryna Bondarenko

1. Akiko Morigami
2. Romina Oprandi
3. Kristina Brandi
4. Zuzana Ondrášková

## Tabellone

### Legenda
| - Q = Qualificato - WC = Wild card - LL = Lucky loser | - ALT = Alternate - SE = Special Exempt - PR = Protected Ranking | - w/o = Walkover - r = Ritirato - d = Squalificato |

### Sezione 1
|  | Primo turno | Primo turno     | Primo turno     | Primo turno   | Primo turno |  |  | Ultimo turno | Ultimo turno | Ultimo turno | Ultimo turno | Ultimo turno |  |
|  |             |                 |                 |               |             |  |  |              |              |              |              |              |  |
|  |             | Sara Errani     | Sara Errani     | Sara Errani   | 5           |  |  |              |              |              |              |              |  |
|  | 1           | Julia Schruff   | Julia Schruff   | Julia Schruff | 0r          |  |  |              | Sara Errani  | Sara Errani  | 6            | 7            |  |
|  | 17          | Ol'ga Savčuk    | Ol'ga Savčuk    | 6             | 6           |  |  | 17           | Ol'ga Savčuk | Ol'ga Savčuk | 1            | 63           |  |
|  |             | Tat'jana Panova | Tat'jana Panova | 0             | 0           |  |  |              |              |              |              |              |  |

### Sezione 2
|  | Primo turno | Primo turno          | Primo turno          | Primo turno | Primo turno |  |  | Ultimo turno | Ultimo turno         | Ultimo turno | Ultimo turno | Ultimo turno |  |
|  |             |                      |                      |             |             |  |  |              |                      |              |              |              |  |
|  | 9           | Laura Pous Tió       | Laura Pous Tió       | 6           | 6           |  |  |              |                      |              |              |              |  |
|  |             | Valentina Sassi      | Valentina Sassi      | 1           | 3           |  |  | 9            | Laura Pous Tió       | 6            | 4            | 6            |  |
|  | 14          | Emmanuelle Gagliardi | Emmanuelle Gagliardi | 7           | 6           |  |  | 14           | Emmanuelle Gagliardi | 2            | 6            | 3            |  |
|  |             | Giulia Gabba         | Giulia Gabba         | 5           | 2           |  |  |              |                      |              |              |              |  |

### Sezione 3
|  | Primo turno | Primo turno        | Primo turno        | Primo turno | Primo turno |  |  | Ultimo turno | Ultimo turno       | Ultimo turno       | Ultimo turno | Ultimo turno |  |
|  |             |                    |                    |             |             |  |  |              |                    |                    |              |              |  |
|  | 3           | M Sánchez Lorenzo  | 2                  | 6           | 7           |  |  |              |                    |                    |              |              |  |
|  |             | Julia Vakulenko    | 6                  | 4           | 65          |  |  | 3            | M Sánchez Lorenzo  | M Sánchez Lorenzo  | 2            | 2            |  |
|  |             | Viktoryja Azaranka | Viktoryja Azaranka | 6           | 6           |  |  |              | Viktoryja Azaranka | Viktoryja Azaranka | 6            | 6            |  |
|  | 10          | Jarmila Gajdošová  | Jarmila Gajdošová  | 3           | 3           |  |  |              |                    |                    |              |              |  |

### Sezione 4
|  | Primo turno | Primo turno         | Primo turno     | Primo turno | Primo turno |  |  | Ultimo turno | Ultimo turno        | Ultimo turno        | Ultimo turno | Ultimo turno |  |
|  |             |                     |                 |             |             |  |  |              |                     |                     |              |              |  |
|  | 4           | Maret Ani           | Maret Ani       | 6           | 6           |  |  |              |                     |                     |              |              |  |
|  |             | Corinna Dentoni     | Corinna Dentoni | 0           | 2           |  |  | 4            | Maret Ani           | Maret Ani           | 4            | 1            |  |
|  |             | Kateryna Bondarenko | 63              | 6           | 6           |  |  |              | Kateryna Bondarenko | Kateryna Bondarenko | 6            | 6            |  |
|  | 11          | Yuan Meng           | 7               | 2           | 2           |  |  |              |                     |                     |              |              |  |

### Sezione 5
|  | Primo turno | Primo turno        | Primo turno    | Primo turno | Primo turno |  |  | Ultimo turno | Ultimo turno   | Ultimo turno   | Ultimo turno | Ultimo turno |  |
|  |             |                    |                |             |             |  |  |              |                |                |              |              |  |
|  | 5           | Akiko Morigami     | Akiko Morigami | 6           | 6           |  |  |              |                |                |              |              |  |
|  |             | Cara Black         | Cara Black     | 2           | 1           |  |  | 5            | Akiko Morigami | Akiko Morigami | 7            | 6            |  |
|  |             | Meilen Tu          | 4              | 6           | 6           |  |  |              | Meilen Tu      | Meilen Tu      | 5            | 0            |  |
|  | 16          | Viktorija Kutuzova | 6              | 3           | 2           |  |  |              |                |                |              |              |  |

### Sezione 6
|  | Primo turno | Primo turno        | Primo turno | Primo turno | Primo turno |  |  | Ultimo turno | Ultimo turno   | Ultimo turno   | Ultimo turno | Ultimo turno |  |
|  |             |                    |             |             |             |  |  |              |                |                |              |              |  |
|  |             | Romina Oprandi     | 2           | 6           | 6           |  |  |              |                |                |              |              |  |
|  | 6           | Mariana Díaz Oliva | 6           | 2           | 2           |  |  |              | Romina Oprandi | Romina Oprandi | 6            | 7            |  |
|  | 15          | Sun Tiantian       | 5           | 7           | 6           |  |  | 15           | Sun Tiantian   | Sun Tiantian   | 4            | 5            |  |
|  |             | Galina Voskoboeva  | 7           | 62          | 2           |  |  |              |                |                |              |              |  |

### Sezione 7
|  | Primo turno | Primo turno       | Primo turno      | Primo turno | Primo turno |  |  | Ultimo turno | Ultimo turno      | Ultimo turno      | Ultimo turno | Ultimo turno |  |
|  |             |                   |                  |             |             |  |  |              |                   |                   |              |              |  |
|  | 7           | Ekaterina Byčkova | 6                | 4           | 7           |  |  |              |                   |                   |              |              |  |
|  |             | Karin Knapp       | 4                | 6           | 62          |  |  | 7            | Ekaterina Byčkova | Ekaterina Byčkova | 5            | 1            |  |
|  | 13          | Kristina Brandi   | Kristina Brandi  | 6           | 6           |  |  | 13           | Kristina Brandi   | Kristina Brandi   | 7            | 6            |  |
|  |             | Kateřina Böhmová  | Kateřina Böhmová | 3           | 4           |  |  |              |                   |                   |              |              |  |

### Sezione 8
|  | Primo turno | Primo turno        | Primo turno       | Primo turno | Primo turno |  |  | Ultimo turno | Ultimo turno      | Ultimo turno      | Ultimo turno | Ultimo turno |  |
|  |             |                    |                   |             |             |  |  |              |                   |                   |              |              |  |
|  |             | Li Ting            | 6                 | 2           | 6           |  |  |              |                   |                   |              |              |  |
|  | 8           | Mashona Washington | 1                 | 6           | 3           |  |  |              | Li Ting           | Li Ting           | 0            | 65           |  |
|  | 12          | Zuzana Ondrášková  | Zuzana Ondrášková | 6           | 6           |  |  | 12           | Zuzana Ondrášková | Zuzana Ondrášková | 6            | 7            |  |
|  |             | Ahsha Rolle        | Ahsha Rolle       | 4           | 2           |  |  |              |                   |                   |              |              |  |